# 切山町
切山町（きりやまちょう）は、愛知県岡崎市の町名。丁番を持たない単独町名である。

## 地理
額田地区北東部に位置する。町内を毛呂川が北部を、大法川が南部をそれぞれ西流する。住宅地は河川沿岸に形成され、その他は森林・農地として利用されている。

### 河川
- 毛呂川
- 大法川

### 小字
24の小字が設置されている。
| - 一色平（いっしきだいら） - 井戸入（いどいり） - ウツギ日影（うつぎひかげ） - 大下モ（おおしも） - 大ゾレ（おおぞれ） - 大ボウ（おおぼう） - 上一色平（かみいっしきだいら） - 上ウツギ（かみうつぎ） - 川向（かわむかい） - 小池（こいけ） - 木挽沢（こびきさわ） - 下一色平（しもいっしきだいら） | - 下モウツギ（しもうつぎ） - 辻向（つじむかい） - 床島（とこじま） - 中池（なかいけ） - 縄手上（なわてかみ） - 西カイツ（にしかいつ） - 萩ケ田（はぎがた） - ハン田（はんだ） - 日影（ひかげ） - 堀切（ほりきり） - 水別（みずわかれ） - 横手（よこて） |

## 世帯数と人口
2019年（令和元年）5月1日現在の世帯数と人口は以下の通りである。
| 町丁   | 世帯数 | 人口 |
| ------ | ------ | ---- |
| 切山町 | 48世帯 | 97人 |

### 人口の変遷
国勢調査による人口の推移
| 2010年（平成22年） | 103人 | [ 6 ] |  |
| 2015年（平成27年） | 85人  | [ 7 ] |  |

## 小・中学校の学区
市立小・中学校に通う場合、学区は以下の通りとなる。
| 番・番地等 | 小学校             | 中学校             |
| ---------- | ------------------ | ------------------ |
| 全域       | 岡崎市立形埜小学校 | 岡崎市立額田中学校 |

## 歴史
額田郡切山村を前身とする。

### 沿革
- 1889年（明治22年）10月1日 - 町村制の施行に伴い、形埜村の大字切山となる。
- 1956年（昭和31年）9月30日 - 形埜村の合併により、額田町の大字となる。
- 2006年（平成18年）1月1日 - 額田町が岡崎市へ編入され、同市の切山町となる[1]。

## 交通
- 国道301号（挙母街道）
- 国道473号
- 愛知県道35号岡崎設楽線（作手街道）
- 愛知県道333号切山夏山線

## 施設
- 切山公民館
- デンソー額田研修所
- デンソー額田テストコース
- 皇太神社
- 法林寺

## その他

### 日本郵便
- 郵便番号 : 444-3431[4]（集配局：岡崎郵便局[9]）。

## 参考資料
- 「角川日本地名大辞典」編纂委員会 編『角川日本地名大辞典 23 愛知県』角川書店、1989年3月8日。ISBN 4-04-001230-5。
- 有限会社平凡社地方資料センター 編『日本歴史地名体系第23巻 愛知県の地名』平凡社、1981年。ISBN 4-582-49023-9。